# Phylloscopus orientalis
El mosquitero oriental (Phylloscopus orientalis) es una especie de ave paseriforme de la familia Phylloscopidae  que habita en el sur de Europa Oriental, Turquía y África Oriental.

## Taxonomía
Anteriormente considerada una subespecie del mosquitero papialbo (Phylloscopus bonelli), como P. b. orientalis, pero estudios realizados por George Sangster y su equipo en 2002 y David Parkin en 2003, concluyeron que las aves que vivían en el este y el oeste de Europa, a pesar de su similar apariencia, pertenecían a especies diferentes. Por lo que las poblaciones occidentales conservaron el nombre científico de Phylloscopus bonelli y las poblaciones orientales pasaron a considerarse desde entonces como una especie separada: el mosquitero oriental (Phylloscopus orientalis).

## Distribución y hábitat
El área de reproducción del mosquitero oriental se extiende desde los Balcanes hasta Turquía, siendo los Alpes Dináricos su límite occidental. Se estima que la población europea tiene entre 28 000 y 108 000 parejas reproductoras. Las mayores poblaciones se encuentran en Grecia, Bulgaria y Turquía. Ocasionalmente se observa en Europa Central. Los mosquiteros orientales ocupan el área de cría desde primeros de abril hasta septiembre, después migran al este de África, desde Sudán a Etiopía.
Vive principalmente en laderas boscosas, zonas que en otros lugares están ocupadas por su pariente, el mosquitero papialbo. La distribución en altura se extiende desde el nivel del mar hasta los 1 800 metros.

## Descripción
Los mosquiteros orientales son pájaros pequeños, que miden entre 11 y 12 cm y tienen una envergadura alar de 18-19 cm.  La parte superior de su cuerpo es de color pardo grisáceo, más claro que en P. bonelli, y las partes inferiores desde el pico hasta la cola son blancas. Una lista blanca cruza sus ojos oscuros y tienen el obispillo verdoso. Su pico es pequeño y puntiagudo y sus patas son de color marrón. Machos y hembras presentan la misma coloración. Los mosquiteros orientales tienen un aspecto similar al de los mosquiteros papialbos pero son algo mayores. Pero donde la diferencia entre ambas especies es más patente es en su canto. El reclamo de los orientales suena como «chup» mientras que el de los papialbos se parece a un «pu-it».